# Agromyza erodii
Agromyza erodii är en tvåvingeart som beskrevs av Erich Martin Hering 1927. Agromyza erodii ingår i släktet Agromyza och familjen minerarflugor.
Artens utbredningsområde är Kanarieöarna. Inga underarter finns listade i Catalogue of Life.